# Ross Doohan
Ross Doohan, né le 26 mars 1998 à Clydebank, est un footballeur international écossais. Il évolue au poste de gardien de but au Celtic FC.

## Biographie

### En club
Formé au Celtic, Doohan fait ses débuts professionnels en faveur de Greenock Morton, équipe de Scottish Championship, en étant prêté à ce club pour la saison 2017-28.
Le 6 juillet 2023, il rejoint Aberdeen.

### En équipe nationale
En juin 2025, il fait ses débuts pour l'Écosse.